# Hohenlinden

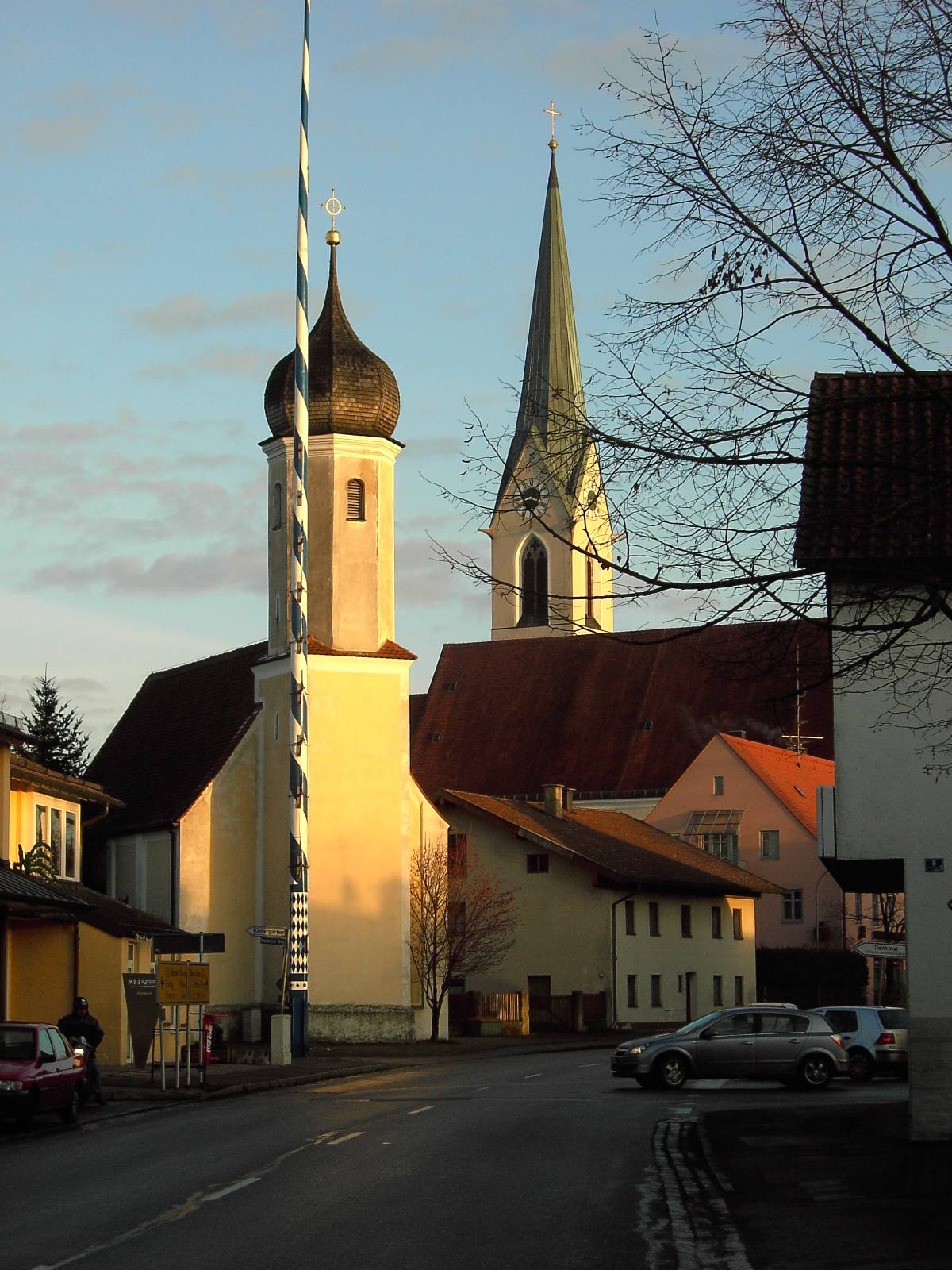
Ulica Hauptstraße

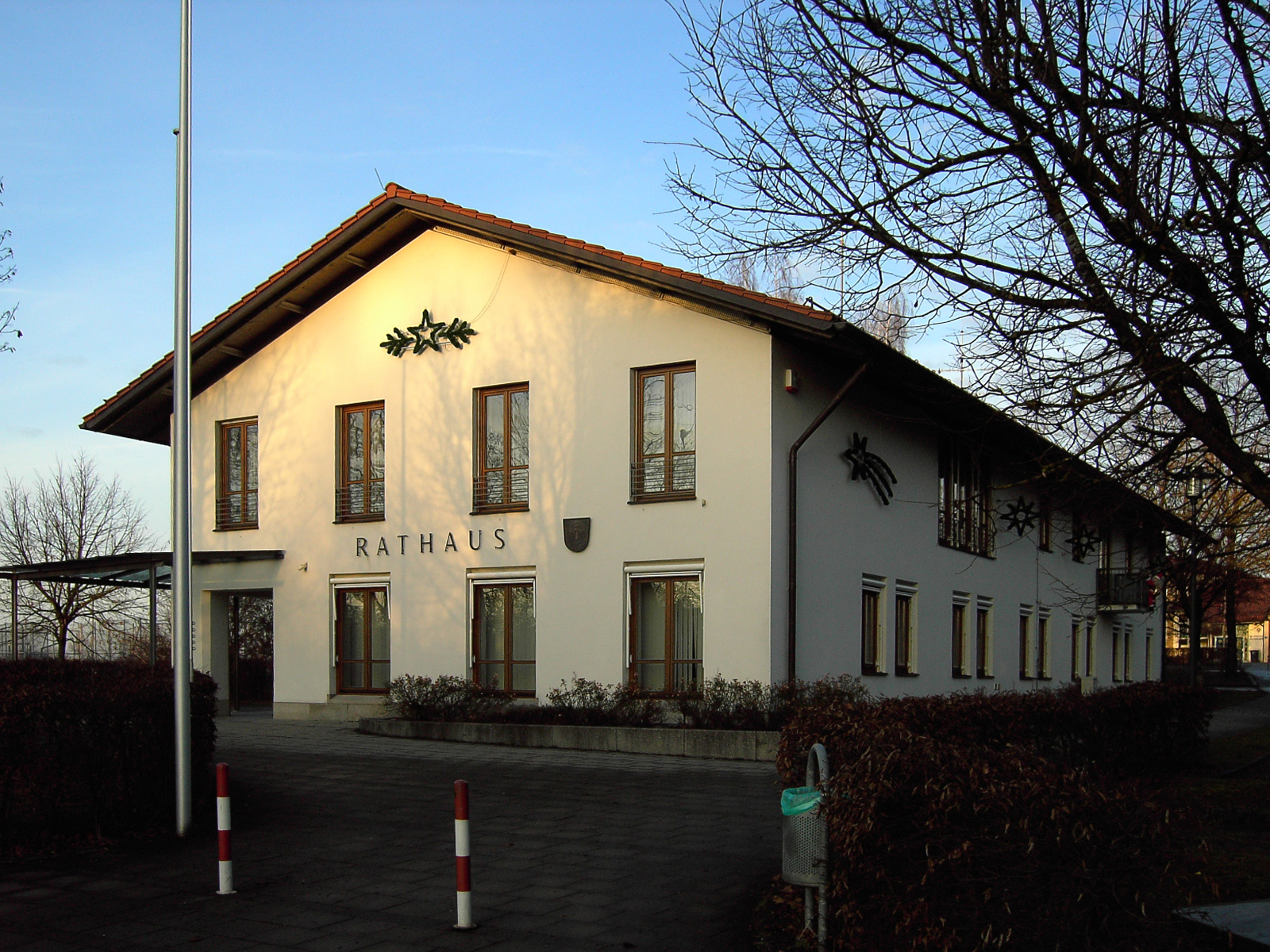
Urząd gminy

Hohenlinden – miejscowość i gmina w Niemczech, w kraju związkowym Bawaria, w rejencji Górna Bawaria, w regionie Monachium, w powiecie Ebersberg. Leży około 10 km na północ od Ebersberga, przy drodze B12. 3 grudnia 1800 roku miała tu miejsce Bitwa pod Hohenlinden, która była częścią wojny Francji z drugą koalicją.

## Dzielnice
- Ebersberger Forst
- Hohenlinden

## Demografia
| Rok  | Liczba mieszkańców |
| ---- | ------------------ |
| 1970 | 1 854              |
| 1987 | 2 149              |
| 2000 | 2 616              |
| 2005 | 2 758              |
| 2006 | 2 964              |
| 2007 | 2 780              |

Dane o ludności z 31 grudnia 2008:
| Opis                                | Ogółem | Ogółem | Kobiety | Kobiety | Mężczyźni | Mężczyźni |
| ----------------------------------- | ------ | ------ | ------- | ------- | --------- | --------- |
| Jednostka                           | osób   | %      | osób    | %       | osób      | %         |
| Populacja                           | 2809   | 100    | 1395    | 49,66   | 1414      | 50,34     |
| Wiek przedprodukcyjny (0–17 lat)    | 577    | 20,54  | 284     | 10,11   | 293       | 10,43     |
| Wiek produkcyjny (18–65 lat)        | 1802   | 64,15  | 867     | 30,87   | 935       | 33,29     |
| Wiek poprodukcyjny (powyżej 65 lat) | 430    | 15,31  | 244     | 8,69    | 186       | 6,62      |

## Polityka
Wójtem gminy jest Ludwig Maurer, rada gminy składa się z 14 osób.
|      | CSU/FW | CSU | SPD | ÜWG | Die Bürgerlichen | Razem |
| 2008 | -      | 6   | -   | 5   | 3                | 14    |
| 2002 | 5      | -   | 1   | 6   | 2                | 14    |

## Oświata
W gminie znajdują się dwa przedszkola (100 miejsc, każde po 50) oraz szkoła (16 nauczycieli, 222 uczniów).